# Hillsboro (Ohio)
Hillsboro è una città degli Stati Uniti d'America di 6 522 abitanti, capoluogo della contea di Highland, nello Stato dell'Ohio.